# Привольное (Ровненская область)
Привольное (укр. Привільне) — село в Дубенском районе Ровненской области Украины. Административный центр Привольненской сельской общины
Население по переписи 2001 года составляло 1115 человек. Почтовый индекс — 35622. Телефонный код — 3656. Код КОАТУУ — 5621685601.